# Disophrys scita
Disophrys scita är en stekelart som beskrevs av Günther Enderlein 1920. Disophrys scita ingår i släktet Disophrys och familjen bracksteklar. Inga underarter finns listade i Catalogue of Life.